# نظام الافضليات المعمم
نظام الافضليات المعمم أو (GSP)، هو نظام تفضيلي للتعريفات والذي يقوم بتوفير تخفيض التعريفات الجمركية على منتجات عدة، مفهوم (GSP) يختلف كثيرا عن مفهوم الدولة الأولى بالرعاية (MFN). وضع (MFN) يوفر معاملة متساوية في حال فرض تعريفة جمركية من قبل دولة ما، ولكن في حالة (GSP) التعريفة الجمركية التفاضلية يمكن فرضها من قبل دولة ما على دول عدة معتمدة على عوامل مثل ماذا كانت بلد متقدم أو بلد نام. كلا القاعدتين تدخلان تحت اختصاص (WTO).
(GSP) توفر تخفيض التعريفات الجمركية للبلدان الأقل تقدما بينما (MFN) هي معنية فقط بعدم التمييز بين أعضاء (WTO).
المحتوى
التاريخ
الاثار
انظر أيضا
المراجع
الوصلات الخارجية
التاريخ

## التاريخ
فكرة الافضليات التعريفية للدول النامية كانت موضوع مناقشة جديرة بالاعتبار داخل مؤتمر الأمم المتحدة للتجارة والتنمية (UNCTAD) في الستينيات. ومن بين كل دواعي القلق الأخرى، البلدان النامية ادعت ان (MFN) كانت تخلق عوامل مثبطة للدول الأغنى لتقليل والقضاء على التعريفات الجمركية والقيود التجارية الأخرى بالسرعة الكافية لإفادة البلدان النامية.
في عام 1971م، اتبعت اتفاقية (GATT) دور (UNCTAD) وقامت بإصدار تنازلين عن الدولة الأولى بالرعاية مما سمح بمنح افضليات تعريفية لمنتجان البلدان النامية. كلا من هذين التنازلين كانا مقيدين بمدة عشر سنوات. خلال عام 1979م قامت (GATT) بإنشاء اعفاء دائم لالتزام (MFN) عن طريق شرط التمكين. هذا الاعفاء قام بالسماح للأطراف المتعاقدة بإنشاء أنظمة للأفضليات التجارية للدول الأخرى مع التنبيه إلى ان هذه الأنظمة يجب ان تكون معممة غير تمييزية وغير قائمة على المعاملة بالمثل فيما يتعلق في البدان التي قامت بالاستفادة منها أو ما يسمى البلدان المستفيدة.

## الآثار
من منظور البلدان النامية كمجموعة، برامج (GSP) حققت نجاحا متباينا. من ناحية، معظم الدول الغنية قامت بالامتثال لالتزامها بتعميم برامجها عن طريق تقديم مزايا لمجموعة كبيرة من المستفيدين ويتضمن ذلك بالعموم كل الدول غير الأعضاء في منظمة التعاون والتنمية في الميدان الاقتصادي. بكل تأكيد كل برنامج (GSP) يفرض عدة قيود. على سبيل المثال، الولايات المتحدة استبعدت بلدان من تغطية (GSP) لأسباب مثل الشيوعية (فيتنام) وادراجها على قائمة وزارة الخارجية الأمريكية للدول التي تدعم الإرهاب. (ليبيا) وعدم احترام قوانين الملكية الفكرية الأمريكية.
تم توجيه النقد للإشارة إلى ان معظم برامج (GSP) لا تعمم بشكل كامل فيما تعلق بالمنتجات وهذا كان متعمدا. ويعني ذلك انها لا تغطي المنتجات ذات الاهمية التصديرية الأكبر للبلدان النامية منخفضة الدخل. في الولايات المتحدة والكثير من البلدان الغنية الأخرى قام المنتجون المحليون للسلع المصنعة البسيطة مثل المنسوجات والمصنوعات الجلدية والسيراميك والزجاج والفولاذ بالادعاء انهم منذ فترة طويلة انهم لا يستطيعون منافسة كميات كبيرة من الواردات. لذلك تم استبعاد مثل هذه المنتجات بشكل قاطع من تغطية (GSP) بموجب الولايات المتحدة والعديد من برامج (GSP) الأخرى. قام النقاد بالتأكيد على ان هذه المنتجات المستبعدة بالأخص هي أنواع المنتجات التي تستطيع معظم البلدان النامية تصديرها والحجة هي ان البلدان النامية يمكن ان تكون غير قادرة على إنتاج أشياء ذات كفاءة مثل القطرات أو أقمار الاتصالات السلكية واللاسلكية، ولكنها قادرة على صنع القمصان.
المؤيدون قاموا بملاحظة انه حتى في مواجهة قيودها، لن يكون من الدقة ان يتم استنتاج ان نظام (GSP) فشل في تقديم الفائدة للبلدان النامية على الرغم من إقرار البعض ان نظام (GSP) قد افاد البلدان النامية بشكل غير متساو. أكد البعض ان في معظم تاريخ نظام (GSP) قد افاد الدول النامية الأكثر ثراء في السنوات الأولى مثل المكسيك وتايوان وهونغ كونغ وسنغافورة وماليزيا ومؤخرا البرازيل والهند مع عدم تقديم أي مساعدة تقريبا لأقل البلدان نمواً مثل هايتي ونيبال ومعظم البلدان في افريقيا جنوب الصحراء الكبرى. قامت الولايات المتحدة مع ذلك بسد بعض هذه الفجوات من خلال برامج التفضيل التكميلية مثل قانون تشجيع النمو والفرص في أفريقيا وبرنامج أكثر حداثة لهايتي وأوروبا وقام بفعل الشي نفسه مع كل شيء عدا الأسلحة.

## روابط خارجية
- "UNCTAD Introduction to Generalized System of Preferences". مؤرشف من الأصل في 2023-03-19. Information from the مؤتمر الأمم المتحدة للتجارة والتنمية about GSP programs in general.
- "U.S." مؤرشف من الأصل في 2005-04-14. Introduction to the الولايات المتحدة GSP program by the الممثل التجاري للولايات المتحدة.
- "Generalised Scheme of Preferences". مؤرشف من الأصل في 2023-03-07. Information from the المفوضية الأوروبية on the الاتحاد الأوروبي GSP arrangements.
- "Japan Generalized System of Preferences". مؤرشف من الأصل في 2023-03-19. Introduction to اليابان's GSP program by the وزارة الخارجية.